# Автомагистраль M9 (Великобритания)
Автомагистраль M9 является главной автомагистралью в Шотландии. Она начинается в окраинах Эдинбурга, объезжает города Линлитгоу, Фолкерк, Гранджемут и Стерлинг и заканчивается в Данблейне.

## История
Автомагистраль M9 вводилась в строй в три этапа в течение 1968 - 1972 гг..
Первым участком автомагистрали, введённым в эксплуатацию, стал участок Полмонт — Данблейн, который открылся 28 августа 1968 года.
Второй участок автомагистрали M9, который начинался на окраине Эдинбурга и обходил Ньюбридж, после чего шёл до Линлитгоу, был открыт 25 ноября 1970 года
Третий участок от Полмонта до Мюрихолла (Линлитгоу), который объединил первые два участка вместе, открылся 18 декабря 1972 года.

## Маршрут
Длина дороги составляет приблизительно 30 миль (48 км), она проходит преимущественно в северо-западном направлении от автомагистрали M8. Она пересекает автодорогу A8 в Ньюбридже, это пересечение было местом многочисленных дорожно-транспортных происшествий до того, как здесь была построена многоуровневая транспортная развязка. На следующем пересечении от M9 отходит автомагистраль M90, начало которой раньше было ответвлением M9 в направлении автодорожного моста Форт-Роуд-Бридж. Это ответвление заканчивалось вливанием в дорогу с одной полосой для движения в каждом направлении A8000 за 2 мили (3,2 км) до моста, но в сентябре 2007 г. оно было продлено до пересечения с автодорогой A90 в Скотстоне.
На протяжении 1 мили (1,6 км) M9 делит полотно с автомагистралью M876 на пути к Кинкардинскому мосту к востоку от Стенхаусмюира, в этом месте участок автомагистрали M9 имеет 3 полосы движения в каждом направлении, что делает его самым северным участком автомагистралей в Великобритании с тремя полосами движения.
В Стерлинге в M9 вливается автомагистраль M80 (перечение J9 для обеих автомагистралей), после чего автомагистраль продолжает свой маршрут через долину Лекропт до последнего своего кольцевого пересечения J11 Кейр в Данблейне. Оттуда уже идёт автодорога A9, которая следует до Терсо.
Станция технического обслуживания расположена в Стерлинге, на перекресечении M9 / M80, доступ к ней осуществляется по кольцу, с которого обеспечивается доступ ко всем направлениям обеих магистралей.

## Пересечения
| Автомагистраль M9                                                    |                         |                                                                                |
| Съезды в северном направлении                                        | Пересечения             | Съезды в южном направлении                                                     |
| Начало автомагистрали                                                | М8 (пересечение J2)     | Глазго, Ливингстон — M8 Эдинбург — M8                                          |
| Эдинбургский аэропорт — A8 Брокберн, Апхолл, Батгейт — A89           | J1 (Ньюбридж)           | Аэропорт Эдинбурга — A8 Броксберн — A89                                        |
| Квинсферри-Кроссинг, Перт, Данди — M90                               | J1a (Кирклистон)        | Квинсферри-Кроссинг, Перт, Данди — M90, Абердин — A90                          |
|                                                                      | J2 (Старый Филпстоун)   | Апхолл — B8046 Форт-Роуд-Бридж, Кинкардинский мост — A904                      |
| Линлитгоу — A803 Бо'несс — A904                                      | J3 (Линлитгоу)          |                                                                                |
| Батгейт, Ливингстон — A801 Полмонт — A803                            | J4 (Латаллан)           | Батгейт, Ливингстон — A801 Линлитгоу — A803, Кирклистон — B9080 Полмонт — A803 |
| Гранджемут, Фолкерк — A905                                           | J5 (Бинкросс)           | Гранджемут, Бо'несс — A905                                                     |
|                                                                      | J6 (Эрлсгейт)           | Гранджемут, Фолкерк — A905                                                     |
| Кинкардинский мост — M876                                            | J7 (Киннэрд-Хауз)       | Кинкардинский мост — M876                                                      |
| Глазго — M876                                                        | J8 (холм Киннэрд)       |                                                                                |
| Стерлинг — A91                                                       | J9 (Бэннокберн)         | Денни — A872 Глазго, Карлайл — M80                                             |
| Стерлингская станция технического обслуживания                       |                         |                                                                                |
| Стерлинг, Калландер, Крианларих — A84                                | J10 (Крейгфорт)         | Стерлинг — А84                                                                 |
| Перт, Инвернесс — A9 Бридж-оф-Аллан — A9 Дун — B824 Данблейн — B8033 | J11 (Кейр) (Конец пути) | Конец автомагистрали                                                           |